# Katrin Schröder (Biologin)
Katrin Schröder (* 1975 in Grevesmühlen) ist eine deutsche Biologin und Physiologin.

## Leben
Schröder besuchte Schulen in Klütz und Grevesmühlen. Von 1994 bis 1998 studierte sie Biologie an der Universität Rostock, an der sie 1999 ihr Diplom am Lehrstuhl für Tierphysiologie ablegte. 1999 bis 2003 arbeitete sie als wissenschaftliche Mitarbeiterin am Fachbereich Medizin im Institut für Biochemie und Gastroenterologie und promovierte im Jahre 2003 mit der Arbeit „Molekulare Wirkmechanismen wachstumsregulatorischer Zytokine: Die Proteinkinase R im Interferon alpha Signaltransfer“.
Nach verschiedenen Stationen als Postdoktorandin wurde sie 2011 im Fach Physiologie mit der Arbeit „NADPH-Oxidasen im kardiovaskulären System – differentielle Funktionen von Nox2 und Nox4“ habilitiert. Seit 2016 ist Schröder Professorin für vegetative Physiologie im Institut für Kardiovaskuläre Physiologie am Universitätsklinikum Frankfurt am Main.
Schröder war 2018–2021 Senatorin der Goethe-Universität und ist 2020 bis 2024 Studiendekanin am Fachbereich Medizin der Goethe-Universität.

## Wirken
Schröder konzentriert sich mit ihrer Forschung auf die Funktionen der NADPH-Oxidasen. Sie wies nach, dass die von NADPH-Oxidasen produzierten Sauerstoffradikale nicht ausschließlich schädlich sind, sondern als Botenstoffe in die Signaltransduktion der Zelle eingreifen können. In Endothelzellen, also den Zellen, die die Auskleidung der Blutgefäße darstellen, vermitteln einzelne Mitglieder der NADPH-Oxidase-Familie sehr unterschiedliche Wirkungen. So tragen sie zur Regeneration geschädigter Endothelbereiche bei, verhindern die Apoptose und die proinflammatorische Aktivierung der Endothelzellen und sind an der Neubildung von Blutgefäßen (Angiogenese) beteiligt.
Weitere Arbeiten von Schröder befassen sich mit der Differenzierung von Zellen. Sie zeigte, dass eine bestimmte NADPH-Oxidase wesentlich an der Differenzierung von Adipozyten (Fettzellen) und Osteoklasten (knochenabbauende Zellen) aus den entsprechenden Vorläuferzellen beteiligt ist. Aus diesen und anderen Arbeiten sind zwei Patente hervorgegangen, die möglicherweise zur Entwicklung neuer Medikamente, zum Beispiel gegen Osteoporose (Knochenschwund) führen können. Im Dickdarm ist ohne einen funktionellen NADPH Oxidase Komplex die Differenzierung von Enterozyten verzögert, was zu einer höheren Wahrscheinlichkeit einer Krebsentstehung beiträgt. In vielen Zellen ist das Erkennen von physiologischer Weise auftretenden DNA Schäden stark eingeschränkt, wenn eine bestimmte NADPH Oxidase (Nox4) fehlt. Die damit einhergehende Verzögerung der DNA-Reparatur führt insbesondere bei größeren Schäden, z. B. im Rahmen von Entzündungen zu einer verstärkten Entartung der betroffenen Zellen und somit zu einer leichteren Ausbildung von Krebs.

## Auszeichnungen (Auswahl)
- 2011: Du Bois Remond Preis der Deutschen Physiologischen Gesellschaft[3]
- 2013: Albert-Fraenkel-Preis der Deutschen Kardiologischen Gesellschaft[4]
- 2015: Preis der Dr. Paul und Cilli Weill-Stiftung für den wissenschaftlichen Nachwuchs[5]

## Veröffentlichungen (Auswahl)
- V. Helfinger, F. Freiherr von Gall, N. Henke, M. M. Kunze, T. Schmid, F. Rezende, J. Heidler, I. Wittig, H. H. Radeke, V. Marschall, K. Anderson, A. M. Shah, S. Fulda, B. Brüne, R. P. Brandes, K. Schröder: Genetic deletion of Nox4 enhances cancerogen-induced formation of solid tumors. In: Proc Natl Acad Sci U S A. Band 118, Nr. 11, 16. März 2021, S. e2020152118. doi:10.1073/pnas.2020152118. PMID 33836590
- F. Moll, M. Walter, F. Rezende, V. Helfinger, E. Vasconez, T. De Oliveira, F. R. Greten, C. Olesch, A. Weigert, H. H. Radeke, K. Schröder: NoxO1 Controls Proliferation of Colon Epithelial Cells. In: Front Immunol. Band 9, 8. May 2018, S. 973. doi:10.3389/fimmu.2018.00973 PMID 29867954
- C. Schürmann, F. Rezende, C. Kruse, Y. Yasar, O. Löwe, C. Fork, B. van de Sluis, R. Bremer, N. Weissmann, A. M. Shah, H. Jo, R. P. Brandes, K. Schröder: The NADPH oxidase Nox4 has anti-atherosclerotic functions. In: European heart journal. Band 36, Nummer 48, Dezember 2015, S. 3447–3456, doi:10.1093/eurheartj/ehv460. PMID 26385958, PMC 4751217 (freier Volltext).
- C. Goettsch, A. Babelova, O. Trummer, R. G. Erben, M. Rauner, S. Rammelt, N. Weissmann, V. Weinberger, S. Benkhoff, M. Kampschulte, B. Obermayer-Pietsch, L. C. Hofbauer, R. P. Brandes, K. Schröder: NADPH oxidase 4 limits bone mass by promoting osteoclastogenesis. In: The Journal of clinical investigation. Band 123, Nummer 11, November 2013, S. 4731–4738, doi:10.1172/JCI67603. PMID 24216508, PMC 3809780 (freier Volltext).
- K. Schröder, M. Zhang, S. Benkhoff, A. Mieth, R. Pliquett, J. Kosowski, C. Kruse, P. Luedike, U. R. Michaelis, N. Weissmann, S. Dimmeler, A. M. Shah, R. P. Brandes: Nox4 is a protective reactive oxygen species generating vascular NADPH oxidase. In: Circulation research. Band 110, Nummer 9, April 2012, S. 1217–1225, doi:10.1161/CIRCRESAHA.112.267054. PMID 22456182.
- K. Schröder, A. Kohnen, A. Aicher, E. A. Liehn, T. Büchse, S. Stein, C. Weber, S. Dimmeler, R. P. Brandes: NADPH oxidase Nox2 is required for hypoxia-induced mobilization of endothelial progenitor cells. In: Circulation research. Band 105, Nummer 6, September 2009, S. 537–544, doi:10.1161/CIRCRESAHA.109.205138. PMID 19679834.